# Moore Town
Moore Town – osada na Jamajce, ok. 16 km na południe od Port Antonio, jedna z kilku osad założonych w XVIII wieku po przyznaniu autonomii Maroons – byłym niewolnikom zaangażowanym w wieloletni konflikt  zbrojny z kolonizatorami i plantatorami brytyjskimi.
W 2003 roku dziedzictwo Maroons w Moore Town zostało uznane za arcydzieło ustnego i niematerialnego dziedzictwa ludzkości, a w 2008 roku wpisane na listę niematerialnego dziedzictwa UNESCO. 

## Geografia
Moore Town położone jest we wschodniej, górzystej części Jamajki, ok. 16km od Port Antonio. Miejscowość skoncentrowana jest wzdłuż jednej ulicy biegnącej wzdłuż rzeki Wildcane River.   

## Historia
Moore Town zostało założone w 1739 roku na mocy traktatu pokojowego kończącego konflikt zbrojny pomiędzy kolonizatorami brytyjskimi a byłymi niewolnikami tzw. Maroons walczącymi o autonomię. Według legendy miejscowość została założona przez Nanny – przywódczynię Maroons o statusie bohaterki narodowej Jamajki, której grób („Bump Grave”) znajduje się w Moore Town, które co roku w październiku organizuje obchody ku jej czci.    
Nazwa Maroons pochodzi od hiszpańskiego cimarrón (pol. dziki) i stosowana była na Karaibach jako określenie niewolników zbiegłych z plantacji. 
Pierwszymi Maroons na Jamajce byli prawdopodobnie Tainowie zbiegli z niewoli hiszpańskiej. Większa grupa Maroons – 1500 osób pochodzenia afrykańskiego – została uwolniona przez Hiszpanów w 1655 roku po zajęciu wyspy przez Brytyjczyków. Maroons osiedlili się w górach i wkrótce rozpoczęli walkę z nowymi kolonizatorami. 
Na początku XVIII wieku Maroons kontrowali znaczną część wschodniej Jamajki, utrzymując dobrze zorganizowane grupy zbrojne i prowadząc wieloletnie działania zbrojne przeciwko kolonizatorom i plantatorom brytyjskim – pierwsza wojna Maroons trwała prawie dwadzieścia lat (1720–1739). W 1738 roku podpisano pierwszy traktat pokojowy z przywódcą Leeward Maroons na zachodzie a w 1739 z przywódcą Windward Maroons na wschodzie wyspy. Traktaty gwarantowały wolność, nadawały Maroons ziemię i autonomię.    
Do dziś Moore Town ma semi-autonomiczny status. Jest zarządzane jest przez radę złożoną z 24 członków wybieranych w wyborach, której przewodniczy „pułkownik”, a lokalna społeczność stosuje własny system wspólnego użytkowania ziemi uprawnej. Od 1995 roku na czele rady stoi pułkownik Stirling. 

## DziedzictwoMaroons
Maroons wywodzili się z różnych regionów Afryki zachodniej i środkowej, odmiennych językowo i kulturowo. W Moore Town połączyli różne tradycje kulturowe, tworząc nowe wspólne obrzędy religijne i zwyczaje – tzw. Kromanti. Obrzędy Kromanti obejmują tańce, pieśni i charakterystycznej gry na bębnach stosowanej dla przywoływania duchów przodków. Podczas obrzędów używany jest język Kromanti – rodzaj kreolskiego na bazie angielskiego z elementami dialektu akan używany do celów religijnych. Ponadto Maroons rozwinęli unikalny sposób komunikacji przy użyciu dźwięków wydobywanych podczas gry na rogu krowim nazywanym abeng, a każdy Maroon miał swój własny indywidualny rodzaj melodii.  
W 2003 roku dziedzictwo Maroons w Moore Town zostało uznane za Arcydzieło Ustnego i Niematerialnego Dziedzictwa Ludzkości, a w 2008 roku wpisane na listę niematerialnego dziedzictwa UNESCO.